# تانيل سوك
تانيل سوك (بالإستونية: Tanel Sokk)‏ مواليد 20 يناير 1985 في تالين، هو لاعب كرة سلة إستوني. بدأ مسيرته الاحترافية في سنة 2002. يحمل الرقم 4.

## الإنجازات
- الدوري الإستوني الممتاز لكرة السلة : 2008–09، 2010–11، 2011–12، 2012–13، 2013–14، 2014–15
- كأس إستونيا لكرة السلة : 2006، 2007، 2008، 2014

## روابط خارجية
- تانيل سوك على موقع الاتحاد الدولي لكرة السلة (الإنجليزية)
- تانيل سوك على موقع كرة السلة الأوروبية.كوم (الإنجليزية)
- تانيل سوك على موقع ريلجم (الإنجليزية)
- تانيل سوك على موقع بروبوليرز (الإنجليزية)
- تانيل سوك على موقع سبورتس رفرنس (الإنجليزية)